# 伯尼 (蒙大拿州)
伯尼（英語：Birney）是位於美國蒙大拿州羅斯布德縣的普查規定居民點。

## 歷史
伯尼的郵局自1886年營運至今。

## 人口
根據2020年美國人口普查的數據，伯尼的面積為39.07平方千米，皆為陸地。當地共有人口97人，而人口密度為每平方千米2.48人。